# Mel Collins
Mel Collins, właściwie: Melvyn Desmond Collins (ur. 5 września 1947 na wyspie Man) – brytyjski saksofonista oraz flecista, kompozytor oraz muzyk sesyjny. 
Collinsowi sławę przyniosły m.in. występy w supergrupie King Crimson, Camel oraz współpraca z Erikiem Claptonem, Dire Straits, Bryanem Ferrym, Marianne Faithfull czy The Rolling Stones.
Collins współpracował ponadto z takimi muzykami i grupami muzycznymi jak: 21st Century Schizoid Band, The Alan Parsons Project, Joan Armatrading, Bad Company, Bucks Fizz, Eric Burdon, Jim Capaldi, Caravan, Clannad, Joe Cocker, Terence Trent D’Arby, Humble Pie, Alexis Korner, Alvin Lee, Phil Lynott, Phil Manzanera, Meatloaf, Robert Palmer, Cozy Powell, Gerry Rafferty, Cliff Richard, Small Faces, Stray Cats, David Sylvian, Tears for Fears, Pete Townshend, Ronnie Lane, Tina Turner, Uriah Heep, Roger Waters, Richard Wright.